# Hadena ornatissima
Hadena ornatissima là một loài bướm đêm trong họ Noctuidae.